# 98a Divisió de Paracaigudistes (Israel)

Estructura de la 98° Divisió de Paracaigudistes

La 98a Divisió de Paracaigudistes (en hebreu: עוצבת האש, Utzbat HaEsh) és una unitat d'infanteria aerotransportada que pertany a la reserva militar de les Forces de Defensa d'Israel. La divisió està subordinada al Comandament Central.

## Unitats
- 35° Brigada de Paracaigudistes "Serp Voladora" (Regular)
- 551° Brigada de Paracaigudistes "Hetzei Ha-Esh"/"Fletxes de Foc" (Reserva)
- 623° Brigada de Paracaigudistes "Hod Ha-Hanit"/"Cap de la Llança" (Reserva)
- Unitat de Forces Especials de Demolició i Penetració Profunda "Maglan"
- 7298° Unitat "YANMAN", Unitat de Forces Especials Aerotransportades Anti-Aèries